# Villacarriedo
Villacarriedo es un municipio de la comunidad autónoma de Cantabria, en España. Se encuentra en la comarca del Pas-Miera, y por su territorio discurre el río Pisueña, principal afluente del Pas.

## Símbolos
El Ayuntamiento posee escudo herádico municipal aprobado por Decreto en 1991. Este tiene forma ibérica o española: cuadrilongo con el borde inferior redondeado en la punta, y su descripción es la siguiente:

Escudo partido: 1.º, de gules, la estrella de oro; 2.º, de oro, un libro cerrado de azur (en realidad, al natural). [Entado] en punta, de sinople, trompeta de oro. Al timbre, corona real cerrada.

## Geografía
Limita al norte con Saro y Villafufre, al sur con Vega de Pas y Selaya, al oeste con Santiurde de Toranzo y al este con San Roque de Riomiera.

### Clima
El territorio municipal presenta un clima europeo occidental, clasificado también como clima templado húmedo de verano fresco del tipo Cfb según la clasificación climática de Köppen.
Los principales rasgos del municipio a nivel general son unos inviernos suaves y veranos frescos, sin cambios bruscos estacionales, siendo la diferencia entre el invierno y el verano de unos once grados. El aire es húmedo con abundante nubosidad y las precipitaciones son frecuentes en todas las estaciones del año, alcanzando una media anual de mil cuatrocientos setenta y un milímetros, con escasos valores excepcionales a lo largo del año y máximos pluviométricos entre noviembre y enero.
La temperatura media de la región ha aumentado en los últimos cincuenta años 0,6 °C, mientras que las precipitaciones ha experimentado un descenso del 10 %. Cada uno de los años de la serie 1981-2010 fueron claramente más secos y cálidos que los de la serie 1951-1980. Y todo indica que las fluctuaciones intra-estacionales del régimen termo-pluviométrico fueron más intensas durante el periodo 1981-2010.

### Naturaleza
El paisaje que domina Villacarriedo está formado por praderías delimitadas por muros de piedra y salpicadas de cabañas de tipo pasiego. Son prados de siega que proporcionan sustento a la abundante cabaña ganadera del municipio. Además cuenta con montañas alomadas, que han sufrido una gran deforestación debido al uso de sus bosques para la Real Fábrica de Cañones de La Cavada, para la fabricación de barcos en El Real Astillero de Guarnizo y por incendios para pastoreos. Sin embargo, aún cuenta con importantes bosques autóctonos (roble y haya), siendo destacable el hayal de Aloños. De la fauna protegida por el Catálogo Regional de Especies Amenazadas de Cantabria podemos encontrar cangrejo de río, alimoches, desmán ibérico y pícidos. Entre otra fauna, aparecen zorros, corzos, jabalíes, buitres, nutrias, garzas, becadas, cuco, martín pescador y mirlo acuático.
El municipio de Villacarriedo es atravesado de sur a norte por el río Pisueña. Este río forma, junto al río Pas y sus principales afluentes, el Lugar de Importancia Comunitaria (LIC) Río Pas, declarado por la presencia de especies como la nutria, el cangrejo de río, la trucha o el salmón y los bosques de ribera, que pueden ser encontrados fácilmente en el municipio.
De obligada visita es «La Cajigona de Villacarriedo», roble centenario de gran porte que da sombra en una de las plazas de la capital del municipio y que está incluido en el Catálogo Regional de Árboles Singulares. En este catálogo también están incluidos dos tejos y dos magnolias presentes en el Jardín del Palacio de Soñanes y la Cajiga de Bárcena de Carriedo.

## Demografía
Villacarriedo cuenta con una población de 1680 habitantes (INE 2024).
| Gráfica de evolución demográfica de Villacarriedo entre 1842 y 2021                                                 |
| |
| Población de derecho según los censos de población del INE Población de hecho según los censos de población del INE |

## Administración y política

### Gobierno municipal
El Ayuntamiento de Villacarriedo es la institución encargada del gobierno y administración municipal. Está compuesto por el alcalde, a cargo del poder ejecutivo, y nueve concejales que ejercen como poder legislativo. Los concejales son elegidos directamente por el vecindario mediante sufragio universal, mientras que el alcalde es escogido en segunda instancia por estos, entre los cabezas de lista con representación en el Pleno.
El actual alcalde del municipio es Ángel Sainz Ruiz (PRC).
| Partido político                           | 2023  | 2023  | 2023       | 2019  | 2019  | 2019       | 2015  | 2015  | 2015       | 2011  | 2011  | 2011       | 2007  | 2007  | 2007       | 2003  | 2003  | 2003       | 1999  | 1999  | 1999       |
| Partido político                           | Votos | %     | Concejales | Votos | %     | Concejales | Votos | %     | Concejales | Votos | %     | Concejales | Votos | %     | Concejales | Votos | %     | Concejales | Votos | %     | Concejales |
| Partido Regionalista de Cantabria (PRC)    | 756   | 65,28 | 6          | 800   | 67,39 | 6          | 791   | 66,14 | 6          | 824   | 62,85 | 7          | 833   | 61,98 | 6          | 831   | 64,67 | 7          | 500   | 41,56 | 4          |
| Partido Popular (PP)                       | 379   | 32,72 | 3          | 373   | 31,42 | 3          | 364   | 30,43 | 3          | 309   | 23,57 | 2          | 397   | 29,54 | 3          | 322   | 25,06 | 2          | 279   | 23,19 | 2          |
| Partido Socialista Obrero Español (PSOE)   | —     | —     | —          | —     | —     | —          | 20    | 1,67  | 0          | 58    | 4,42  | 0          | 101   | 7,51  | 0          | 99    | 7,70  | 0          | 272   | 22,61 | 2          |
| Unión para el Progreso de Cantabria (UPCA) | —     | —     | —          | —     | —     | —          | —     | —     | —          | —     | —     | —          | —     | —     | —          | —     | —     | —          | 136   | 11,31 | 1          |

### Organización territorial
Villacarriedo es a su vez la capital del municipio al que da nombre. En el año 2009 contaba con una población de 508 habitantes (Instituto Cántabro de Estadística). La localidad se encuentra a 211 metros de altitud sobre el nivel del mar, y a 36 kilómetros de la capital cántabra, Santander.
Sus 1680 habitantes (INE 2024) se distribuyen en:
- Abionzo, 129 hab., 1 de ellos diseminado
- Aloños, 128 hab., 30 de ellos diseminados
- Bárcena de Carriedo, 115 hab., 29 de ellos diseminados
- Pedroso, 63 hab., 53 de ellos diseminados
- Santibáñez, 233 hab., 132 de ellos diseminados
- Soto, 24 hab., todos ellos diseminados
- Tezanos, 395 hab., 136 diseminados
- Villacarriedo (capital), 593 hab., 4 de ellos diseminados

## Economía
De acuerdo con la Contabilidad Regional que realiza el Instituto Nacional de Estadística, en el año 2014 la renta per cápita de Villacarriedo era de 10 656 euros por habitante, por debajo de la media regional que se sitúa en 13 888 € y la estatal (13 960 €).
Un 36,9 % de la población se dedica al sector primario, un 15,1 % a la construcción, un 10,8 % a la industria y un 37,2 % al sector terciario.

## Cultura

### Patrimonio
El edificio más destacado del municipio es el Palacio de Soñanes, Bien de interés cultural con categoría de monumento desde 1981. Se trata de la construcción civil más suntuosa de la arquitectura barroca cántabra. Se levantó entre 1719 y 1724, a instancias de Juan Antonio Díaz de Arce y Pérez del Camino. La tradición ha atribuido el diseño al arquitecto italiano Cossimo Fontanelli, a quien Díaz de Arce habría conocido durante su estancia en Roma y cuyos planos habrían sido luego interpretados por canteros de la región. La investigación actual tiende a atribuir las trazas al arquitecto Francisco de la Riva Ladrón de Guevara, natural de Galizano (Ribamontán al Mar), maestro mayor de la catedral de Oviedo. El maestro cantero que dirigió la construcción fue Simón de Arce Muñoz, de quien sólo se conocen otras intervenciones en obras religiosas en Selaya y Tezanos.

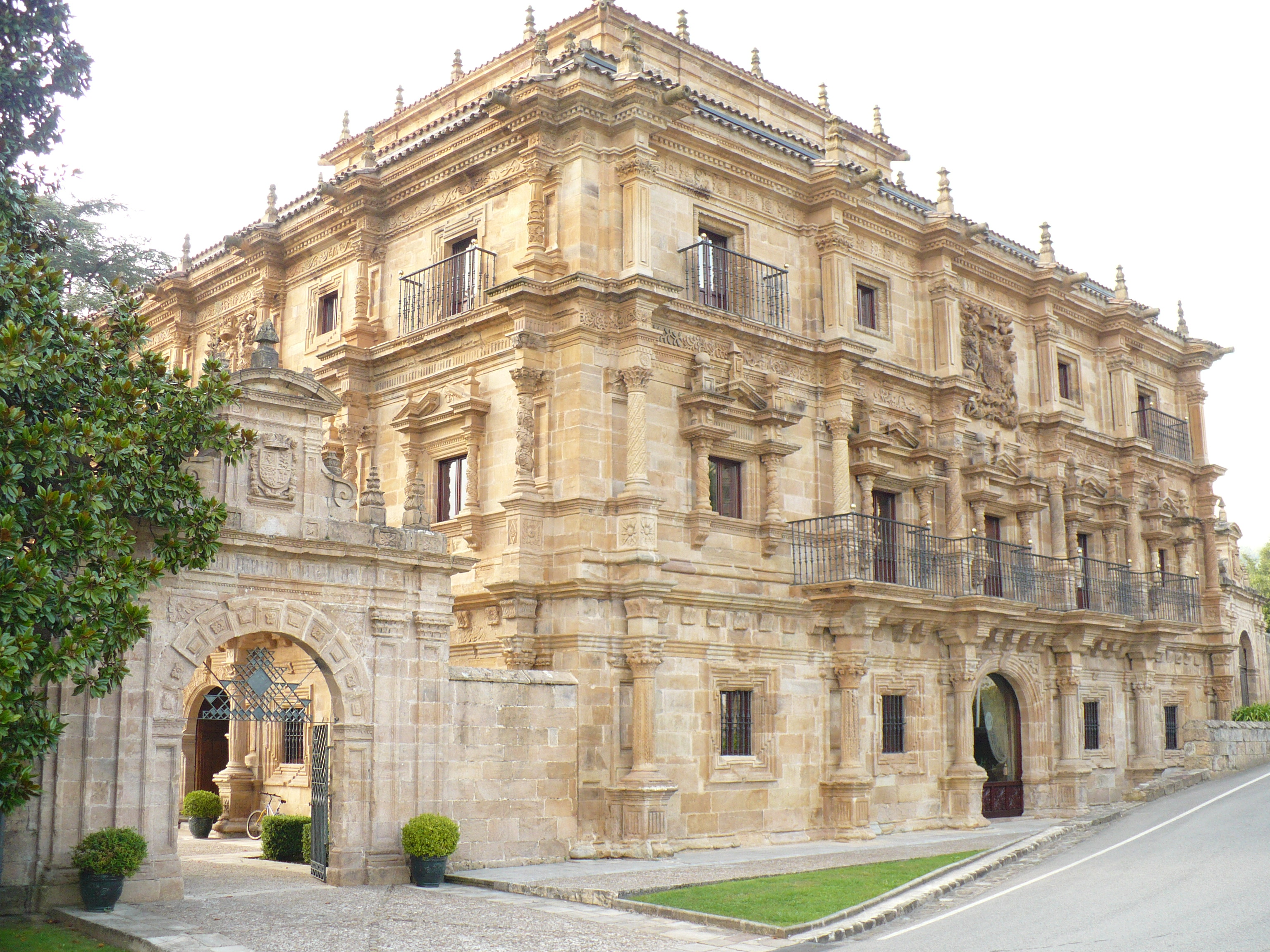
Palacio de Soñanes

El Palacio de Soñanes acumula y mezcla formas de muy diversos orígenes, a través de una particular interpretación de los órdenes clásicos (dórico, jónico y corintio) y con claras referencias platerescas. Presenta forma de cubo, tiene tres pisos de altura y su interior está ocupado por completo por una monumental escalera de dos tiros que se corresponden con las dos fachadas principales. Estas presentan una gran riqueza ornamental, con abundancia de pilastras y columnas exentas corintias, fustes estriados, salomónicos y abalaustrados, frisos adornados con hojarascas o acanaladuras, frontones enteros o partidos sostenidos por columnillas retorcidas, modillones, acroteras, gárgolas y pináculos. La acumulación de ornamentos produce un efecto magnífico. Entre las numerosas piezas heráldicas existentes en el palacio destaca la situada en la fachada este, un espléndido escudo timbrado con corona sostenida por amores y dos leones enfrentados y con las armas de los Díaz de Arce y Pérez del Camino. En los jardines del palacio se encuentran varios de los Árboles Singulares de Cantabria.
Además, el molino harinero de Santibáñez es un Bien Inventariado. Posiblemente sea uno de
los más grandes y sofisticados de Cantabria. Es un molino de agua, tipo rodezno (rueda horizontal), que se abastece del río Junquera. 
El Colegio de los Padres Escolapios, situado en el núcleo de Villacarriedo, junto al Palacio de Soñanes, fue fundado por Antonio Gutiérrez de la Huerta, administrador de las Aduanas de Cádiz, que manifestó en su testamento, fechado en 1736, su intención de crear un colegio de Escuelas Pías en Villacarriedo, dotado de una iglesia, bajo la advocación de San Antonio a la que se trasladarían sus restos. El colegio está construido en piedra de sillería y posee amplios ventanales, con reminiscencias de estilo clásico. La iglesia presenta una nave con capillas hornacinas laterales comunicadas entre sí, sobre las cuales se sitúan balcones a modo de tribunas y delante de la nave, el transepto que da acceso a una amplia sacristía con decoración de arquitecturas fingidas. Cubre la nave una bóveda de calón con lunetos con yeserías y el crucero con una cúpula sobre pechinas. Presenta una fachada de dobles pilastras cajeadas de orden gigante rematada por un frontón curvo. Se atribuye la traza de la iglesia a un conocedor del clasicismo vallisoletano. En su interior cuenta con un magnífico conjunto de retablos churriguerescos del siglo XVIII, que originalmente pertenecían a la capilla del palacio de Elsedo, en Pámanes, y que fueron trasladados aquí en 1946. Se trata de un retablo mayor y dos colaterales, el mayor se data hacia 1715, responde al modelo churrigueresco, en concreto remite al retablo mayor trazado por Joaquín de Churriguera para Santiago en Medina de Rioseco. Los laterales siguen la tipología marcada por el mayor. Los tres tienen columnas de tercio de talla con el fuste estriado en dos de sus tercios, aunque todo él decorado con trapos colgantes, frutos y cabezas de serafines. En este colegio estudiaron ilustres personajes como Diego de Argumosa, Augusto González de Linares, Marcelino Botín, el poeta León Felipe y el futbolista Carlos Alonso González «Santillana».
El listado de construcciones de la Edad Moderna a destacar incluye también una situada en el barrio de Cimalavía, de Bárcena de Carriedo, que cuenta con una amplia portalada, jardín y dos escudos. En el barrio de la Vía, del mismo núcleo, hay otra con un gran escudo barroco con la inscripción «Esta obra hizo don Ángel Gutiérrez del Cubil. Año de 1731». En Tezanos está la casa de la familia Gutiérrez de Pando, cuyo escudo de armas adorna la fachada, y la de la familia Arce, en el barrio de Riba, con blasón de Riba y Arce. Al solar de esta familia pertenece la ermita de San Juan, del siglo XVII, situada frente a la vivienda. En el barrio de El Corral, en Santibáñez, está la casa que perteneció a Francisco Fernández Laso, con un arco de entrada y escudo con sus armas tras la balconada. El blasón de Naveda y Castañeda, junto a una inscripción que dice «Un buen morir dura toda la vida», puede verse en otra casona del mismo pueblo. Por último, en la localidad de Aloños destaca la casa de Gaspar Bustillo de la Concha, caballero de Santiago, con las armas de Bustillo y Ceballos, y otra con las armas de Ceballos-Velasco y Guazo-Bustillo. Además, en diversos lugares del municipio pueden verse rollos heráldicos, vestigios de los límites de los solares de las principales familias de la comarca. Por último señalar como ejemplo de arquitectura escolar de las primeras décadas del siglo XX, el colegio de Santibáñez fundado en 1927 por Francisco Pérez Venero e inaugurado por Primo de Rivera.

### Fiestas
- San Francisco en la localidad de Soto, el día 4 de octubre
- San Pedro en Villacarriedo, el día 29 de junio
- La Virgen del Carmen en Bárcena de Carriedo, el día 16 de julio
- Santa Ana en Tezanos, el día 26 de julio
- San Cristóbal en Abionzo, el día 28 de julio
- San Rocuco en Abionzo, el día 22 de agosto
- La Virgen de la Soledad en Aloños, el primer domingo de julio
- Santa Marta en Aloños, el día 29 de julio
- Santo Padre en Villacarriedo, el día 28 de agosto
- Corpus Christi en Santibáñez
- San Juan Bautista en Santibáñez, el día 24 de junio

### Medios de comunicación
Entre 1894 y 1895 salió a la luz en el vecino municipio de Saro El Eco de Carriedo, un semanario independiente dirigido por el abogado y político Antonio Mazorra y Ortiz, que dio cobertura a toda la comarca del Valle de Carriedo. Posteriormente, en 1903, se imprimió ya en Villacarriedo otro semanario, La Aurora del Valle, dirigido por Pedro Martín Díez.

## Personas destacadas
- Andrés de Diego García de Quintana, farmacéutico y médico forense, gestionó la llegada de agua al municipio de Aloños, se le dedicó una fuente.
- Antonio Sebastián Fernández de Villa Rebollar y Arce Castañeda, Condado de Gustarredondo
- Antonio Gutiérrez de la Huerta, mandó construir el Colegio de PP. Escolapios de Villacarriedo.
- Antonio García Quintana, alcalde de Valladolid
- Antonio Mazorra y Ortiz, fundador del semanario El Eco de Carriedo. Fue Presidente de la diputación de Santander y gobernador civil de Palencia y Guadalajara.
- Alejandro Pelayo, músico componente del grupo Marlango.
- Diego de Arce y Reinoso, religioso.
- Juan Antonio Díaz de Arce y Pérez del Camino, militar.
- Juan Manuel Fernández Campero, militar.
- Ramón Muriedas Mazorra, escultor.
- Gaspar Ventura de Castañeda Miera y Fernández.
- Manuel Carriedo, teniente alcalde del Ayuntamiento de Sevilla.
- Fernando Fernández de Velasco, Pérez de Soñanes, de la Sota Herrera y Villegas.
- Manuel Abascal Sainz (1927-2013), empresario afincado en México.